# Diplolaemus leopardinus
Diplolaemus leopardinus (леопардова ігуана) — вид ігуаноподібних ящірок родини Leiosauridae. Ендемік Аргентини.

## Поширення і екологія
Леопардові ігуани мешкають в провінції Мендоса на заході Аргентини. Вони живуть на луках та в чагарникових заростях Патагонії, трапляються серед скель. Живляться комахами та іншими безхребетними.